# 扭转死亡时间
《扭转死亡时间》（羅馬化：Time Mun Wela Tai）是一部由CHANGE2561制作，卡曼妮·耶美肯（Pancake）及帕贡·查博里拉（Boy）领衔主演的泰国奇幻悬疑爱情剧，此剧改编自Phakhinai Kasirak（ภาคินัย กสิรักษ์）的同名泰语小说，预计将在2024年10月25日起每周五晚上10时15分在泰国One 31播出。

## 演员阵容
- 卡曼妮·耶美肯（Pancake） 饰演 梅兰妮（Maylanee），商业家族的继承人，满决心的职业女性。因开车穿过一条神秘的隧道，而来到一年后的世界。
- 帕贡·查博里拉（Boy） 饰演 Thee
- 杰奎琳·沐恩奇（Jackie） 饰演 Kaewta
- 瓦辛·阿瓦纳南特（Ko） 饰演 Pokpong
- 阿努瓦·宗澈德拉塔纳（Golf） 饰演 Mai Mueang，私生子，梅兰妮同父异母的弟弟，性格贪婪且脾气暴躁。